# Langan
Langan – miejscowość i gmina we Francji, w regionie Bretania, w departamencie Ille-et-Vilaine.
Według danych na rok 1990 gminę zamieszkiwało 806 osób, a gęstość zaludnienia wynosiła 103 osoby/km² (wśród 1269 gmin Bretanii Langan plasuje się na 661. miejscu pod względem liczby ludności, natomiast pod względem powierzchni na miejscu 917.).